# Bellum sociorum
De Bellum soci(or)um of Marsicum bellum (Bondgenotenoorlog, van 91 tot 88 v.Chr.) was een bloedige burgeroorlog, door een groot deel van Midden- en Zuid-Italië gericht tegen Rome en de rest van Italië. Hij werd gevoerd met de bedoeling voor alle inwoners van Italië het volwaardige Romeinse burgerrecht te verkrijgen. 
Sinds de eerste periode van expansie had Rome met elk van de Italische civitates een samenwerkingsverdrag (foedus) gesloten op voet van ongelijkheid. De "bondgenoten" (socii) bleven min of meer hun autonomie bewaren, maar waren wel verplicht troepen te leveren voor het Romeinse leger. Daarom werd de vraag om gelijke burgerrechten steeds luider gesteld, terwijl Rome sinds de 2e eeuw v.Chr. steeds meer geneigd was hen als onderdanen te behandelen. De Romeinse politiek van herverdeling van de landbouwgronden had geleid tot een grote ongelijkheid van grondbezit en welvaart. Dit had geleid tot een geleidelijke verarming van de Italische bondgenoten. 
In 91 v.Chr. diende de tribunus plebis Marcus Livius Drusus minor, gesteund door Italische actiecomités aangevoerd door Quintus Poppaedius Silo, een wetsvoorstel in om de socii het burgerrecht te geven. Maar voor het zover kwam werd hij vermoord. Dat was de lont in het kruitvat: de Italische stammen in het Apennijnse bergland vormden als reactie een onafhankelijke bondsstaat met een eigen hoofdstad Corfinium en met eigen munten (waarop een Italische stier een Romeinse wolf vertrapt). 
Daartegenover sloten de bevoorrechte bondgenoten van Latium, Noord-Italië, en de Griekse kuststeden in het zuiden zich nauwer bij Rome aan. Door omstandigheden raakte de oorlog eind 90 in een impasse. Daarom was Rome gedwongen, in verschillende stappen, concessies te doen: 
- 1°: de Lex Iulia de civitate Latinis danda (90) verleende alle trouw gebleven bondgenoten het burgerrecht;
- 2°: krachtens de Lex Plautia Papiria (89) konden alle inwoners van Italië ten zuiden van de Po, die binnen de twee maanden afzagen van gewapend verzet, zich als Romeinse burgers laten inschrijven;
- 3°: ten slotte gaf een Lex Pompeia de Transpadanis (89) van consul Gnaius Pompeius Strabo de Italiërs ten noorden van de Po de status van Latijnse (en dus bevoorrechte) bondgenoten.

De "noordelijken" legden de wapens neer; in het zuiden evenwel zetten de Samnieten in de bergkantons hun guerrilla tot 82 voort, maar ten slotte werden zij door de dictator Sulla uitgemoord. Italië ten zuiden van de Po was een eenheidsstaat geworden met Rome als hoofdstad.
De oorlog werd gefinancierd door de uitgifte van extra munten, wat alleen kon door in 89 v.Chr. het zilvergehalte van de denarius te verlagen tot 86%. Dit ondermijnde het vertrouwen in de munt en had een economische crisis tot gevolg. De concessies van dat jaar kunnen misschien mede door die omstandigheden worden verklaard.